# 김삼현
김삼현(金三賢, ? ~ ?)은 조선 숙종 때 가객이다. 품계가 절충장군(折衝將軍)에 이르렀으며, 그의 장인 주의식과 함께 산수간을 돌아다니며 노래를 즐겼다. 작품은 향락적이고 명랑하다. 작품으로 시조 6수가 <청구영언> <해동가요> <가곡원류>에 실려 전하는데, 시조 1편을 소개하면 다음과 같다.
綠楊 春三月 잡아매야 둘 거시면
셴머리 뽀바 내여 찬찬 동혀 두련마난
올해도 그리 못 하고 그저 노화 보내거라.

## 참고 문헌
- 이 문서에는 다음커뮤니케이션(현 카카오)에서 GFDL 또는 CC-SA 라이선스로 배포한 글로벌 세계대백과사전의 "김삼현" 항목을 기초로 작성된 글이 포함되어 있습니다.